# توماس آرانا
توماس آرانا (انگلیسی: Tomas Arana؛ زادهٔ ۳ آوریل ۱۹۵۵) یک هنرپیشه اهل ایالات متحده آمریکا است. وی از سال ۱۹۷۶ میلادی تاکنون مشغول فعالیت بوده‌است.

## فیلم‌شناسی
از فیلم‌ها یا برنامه‌های تلویزیونی که وی در آن نقش داشته است می‌توان به گلادیاتور، برتری بورن، شوالیه تاریکی برمی‌خیزد، محرمانه لس‌آنجلس، آخرین وسوسه مسیح، محافظ شخصی، نامحدود، از خط خارج شده، زندگی این دختر و هم‌اتاقی اشاره کرد.